# It's only a Ballade
『It's only a Ballade』（イッツ・オンリー・ア・バラッド）は、中西保志1枚目のベスト・アルバム。1995年2月1日発売。発売元は日本コロムビア。

## 概要
過去シングル表題曲に加え3枚のオリジナル・アルバムからバラード曲のみを集めたコンピレーション・アルバム。
シングルのC/Wでしか聴く事が出来なかった「ひとりぼっちの夢じゃない」を初収録。
本作の新曲としてTBS系列『ウェディングベル』のエンディングテーマに使用され、同年3月1日にリカットされた、「歓送の歌」が収録された。
初回プレス盤はプリントシースルー三方背BOX仕様。

## 収録曲
1. 最後の雨(4:42)[2]
2. 想い出を閉じこめて(4:38)[2]
3. 千年前から見つめていた(4:57)[2]
4. 夜を数えて(3:40)[2]
5. 一日の終わりに(5:16)[2]
6. LOVE TIDE(4:24)[2]
7. 愛が見えたとき(5:25)[2]
8. だから憶えている(4:54)[2]
9. ひとりぼっちの夢じゃない(5:08)[2]
10. 君が微笑むなら(4:36)[2]
11. LAST CALL(6:15)[2]
12. 歓送の歌(4:27)[2]
  - 作詞：小椋佳　作曲：星勝　編曲：富田素弘